# Пивка (община)
Община Пивка (словен. Občina Pivka) — одна з общин в південно-західній Словенії. Адміністративним центром є місто Пивка. Назва походить від словенського іменника pivka — «карстовий понор».

## Населення
У 2010 році в общині проживало 5964 осіб, 3017 чоловіків і 2947 жінок. Чисельність економічно активного населення (за місцем проживання), 2571 осіб. Середня щомісячна чиста заробітна плата одного працівника (EUR), 757,34 (в середньому по Словенії 966.62). Приблизно кожен другий житель у громаді має автомобіль (56 автомобілів на 100 жителів). Середній вік жителів склав 41,4 роки (в середньому по Словенії 41.6).